# Cerralbo
Cerralbo – gmina w Hiszpanii, w prowincji Salamanka, w Kastylii i León, o powierzchni 51,59 km². W 2011 roku gmina liczyła 195 mieszkańców.